# در نگاه اول (فیلم ۱۹۹۹)
در نگاه اول (به انگلیسی: At First Sight) فیلمی محصول سال ۱۹۹۹ و به کارگردانی اروین وینکلر است. در این فیلم بازیگرانی همچون وال کیلمر، میرا سوروینو، کلی مک‌گیلس، استیون وبر، بروس دیویسن، ناتان لین و درنا د نیرو ایفای نقش کرده‌اند.